# Mühltalstraße 110
Die Villa in der Mühltalstraße 110 ist ein Kulturdenkmal in Darmstadt-Eberstadt.

## Geschichte und Beschreibung
Die kleine Villa im Landhausstil wurde um das Jahr 1900 erbaut.
Das zweigeschossige, giebelständige Gebäude besitzt ein seitliches Zwerchhaus und ein Walmdach mit Dachgauben.
Der Ortgang ist mit gesägten Zierbrettern geschmückt.
Im Obergeschoss gibt es Schmuckfachwerk.
Ein Balkon ruht auf einer fächerartigen Holzbalkendecke.
Das Erdgeschoss ist in Bruchsteinmauerwerk ausgeführt.
Die Fenstergewände und die Quaderung der Gebäudeecken wurden in Sandstein ausgeführt.
Ein Schmiedeeisernes Eingangstor ist mit floralem Jugendstildekor verziert.

## Denkmalschutz
Das im Hang zum Mühltal hin gelegene Bauwerk ist aus architektonischen, baukünstlerischen und stadtgeschichtlichen Gründen ein Kulturdenkmal.